# Philyra concinnus
Philyra concinnus is een krabbensoort uit de familie van de Leucosiidae. De wetenschappelijke naam van de soort is voor het eerst geldig gepubliceerd in 1995 door Ghani & Tirmizi.